# Presidenti dell'Appello Cristiano Democratico
Questo è l'elenco dei presidenti dell'Appello Cristiano Democratico.

## Elenco
| Presidente | Presidente                    | Mandato                            |
| ---------- | ----------------------------- | ---------------------------------- |
|            | Piet Steenkamp (1925–2016)    | 23 giugno 1973 – 11 ottobre 1980   |
|            | Piet Bukman (1934–2022)       | 11 ottobre 1980 – 14 luglio 1986   |
|            | Wim van Velzen (1943)         | 31 gennaio 1987 – 7 marzo 1994     |
|            | Tineke Lodders (1940)         | 7 marzo 1994 – 4 febbraio 1995     |
|            | Hans Helgers (1955)           | 4 febbraio 1995 – 27 febbraio 1999 |
|            | Marnix van Rij (1960)         | 27 febbraio 1999 – 10 ottobre 2001 |
|            | Bert de Vries (1938)          | 10 ottobre 2001 – 2 novembre 2002  |
|            | Marja van Bijsterveldt (1961) | 2 novembre 2002 – 22 febbraio 2007 |
|            | Peter van Heeswijk (1962)     | 2 giugno 2007 – 10 giugno 2010     |
|            | Henk Bleker (1953)            | 10 giugno 2010 – 14 ottobre 2010   |
|            | Liesbeth Spies (1966)         | 14 ottobre 2010 – 2 aprile 2011    |
|            | Ruth Peetoom (1967)           | 2 aprile 2011 – 9 febbraio 2019    |
|            | Rutger Ploum (1964)           | 9 febbraio 2019 – 19 marzo 2021    |
|            | Marnix van Rij (1960)         | 3 aprile 2021 – 11 dicembre 2021   |
|            | Hans Huibers (1961)           | 11 dicembre 2021 – 10 agosto 2023  |
|            | Mark Buck (1991)              | 10 agosto 2023 – 23 marzo 2024     |
|            | Jean Wiertz (1959)            | 23 marzo 2024 – in carica          |